# Ptak śmierci
Ptak śmierci. Najlepsze opowiadania – zbiór wielokrotnie nagradzanych opowiadań autorstwa Harlana Ellisona, wydany w 2002 roku przez Wydawnictwo Solaris, wybór Wojciech Sedeńko. 
Zbiór nie ma swojego odpowiednika na rynku anglojęzycznym.

## Spis opowiadań
- Ukorz się pajacu, rzecze Tiktaktor (Repent, Harlequin!" Said the Ticktockman; Hugo 1966, Nebula 1965), przeł. Krzysztof Malinowski
- Nie mam ust, a muszę krzyczeć (I Have No Mouth and I Must Scream; Nagroda Brama Stokera za wersję audio 1999, Hugo 1968), przeł. Piotr Gąsiewski
- Ptak śmierci (Deathbird,  Hugo 1974, Nagroda Locusa 1974), przeł. Krzysztof Sokołowski
- Bestia, która wykrzyczała miłość w sercu świata (The Beast That Shouted Love at the Heart of the World, Hugo 1969), przeł. Jacek Manicki
- Jeffty ma pięć lat (Jeffty Is Five, Hugo 1978, Nebula 1977, Nagroda Locusa 1978), przeł. Agnieszka Sylwanowicz
- Dryfując między wysepkami Langerhansa: szerokość 38° 54' N, długość 77° 00' 13" W (Adrift Just Off the Islets of Langerhans: Latitude 38° 54' N, Longitude 77° 00' 13" W, Hugo 1975, Nagroda Locusa 1975), przeł. Jacek Manicki, Tomasz Manicki
- Paladyn zgubionej godziny (Paladin of the Lost Hour, Hugo 1986, Nagroda Locusa 1986), przeł. Jacek Manicki
- Rola marzeń sennych (The Function of Dream Sleep, Nagroda Locusa 1989), przeł. Jacek Manicki[1]